# Svetlograd
Svetlograd in russo Светлоград? è una città della Russia europea meridionale che sorge lungo il fiume Kalaus, nel Kraj di Stavropol', a 85 chilometri da Stavropol'; è il capoluogo amministrativo del distretto di Petrovskij.
Svetlograd fu fondata nel 1750 con il nome di Petrovskoe (in russo Петро́вское); fu successivamente rinominata Svetlograd e ricevette lo status di città nel 1965.

## Società

### Evoluzione demografica
Fonte: mojgorod.ru
- 1959: 24.300
- 1970: 30.900
- 1989: 37.200
- 2002: 39.370
- 2007: 39.400